# Компанеец, Зиновий Львович
Зиновий Львович Компанеец (1902—1987) — советский пианист и композитор. Выступал как пианист-иллюстратор, играл в оркестрах кинотеатров. Заслуженный деятель искусств РСФСР (1980).
Брат композитора-песенника Давида Львова-Компанейца.

## Биография
Родился 9 июня (22 июня по новому стилю) 1902 года в Ростове-на-Дону в семье музыканта Лейба Ицко-Симоновича Компанееца (1880—?), уроженца Гадяча Полтавской губернии, поселившегося с родителями в Ростове-на-Дону в 1883 году. В семье было трое детей — Зиновий, Матвей и Давид.
В 1920—1922 годах учился в Бакинской консерватории (класс фортепиано Н. Д. Николаева).
В 1931 году окончил Московскую консерваторию по классу композиции у Р. М. Глиэра.
Творческую деятельность начал в 1920-х годах, создал ряд произведений на фольклорном материале, в том числе на еврейском.
В 1930-е и 1940-е годы тяготел к массовой песне преимущественно маршевого характера.
Компанеец работал музыкальным консультантом журнала «Советиш геймланд» и одним из его авторов.
Умер в 1987 году в Москве. Похоронен на Востряковском кладбище.

## Награды
- Заслуженный деятель искусств РСФСР (1980).

## Песни
Некоторые песни Зиновия Львовича Компанейца:
- «Алый парус надежды» (сл. Л. Щипахина)
- «Найду» (сл. М. Танича)